# Przerzutka rowerowa

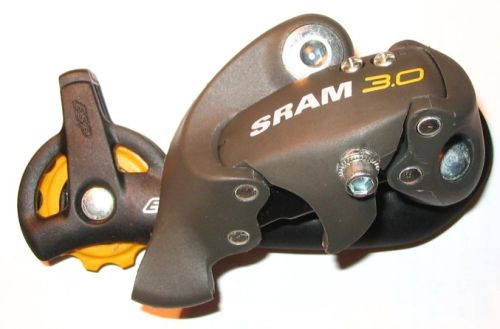
Przerzutka SRAM 3.0 kompatybilna z systemem ESP, wykonana ze stopu poliamidów – tworzywa sztucznego o handlowej nazwie Grilon

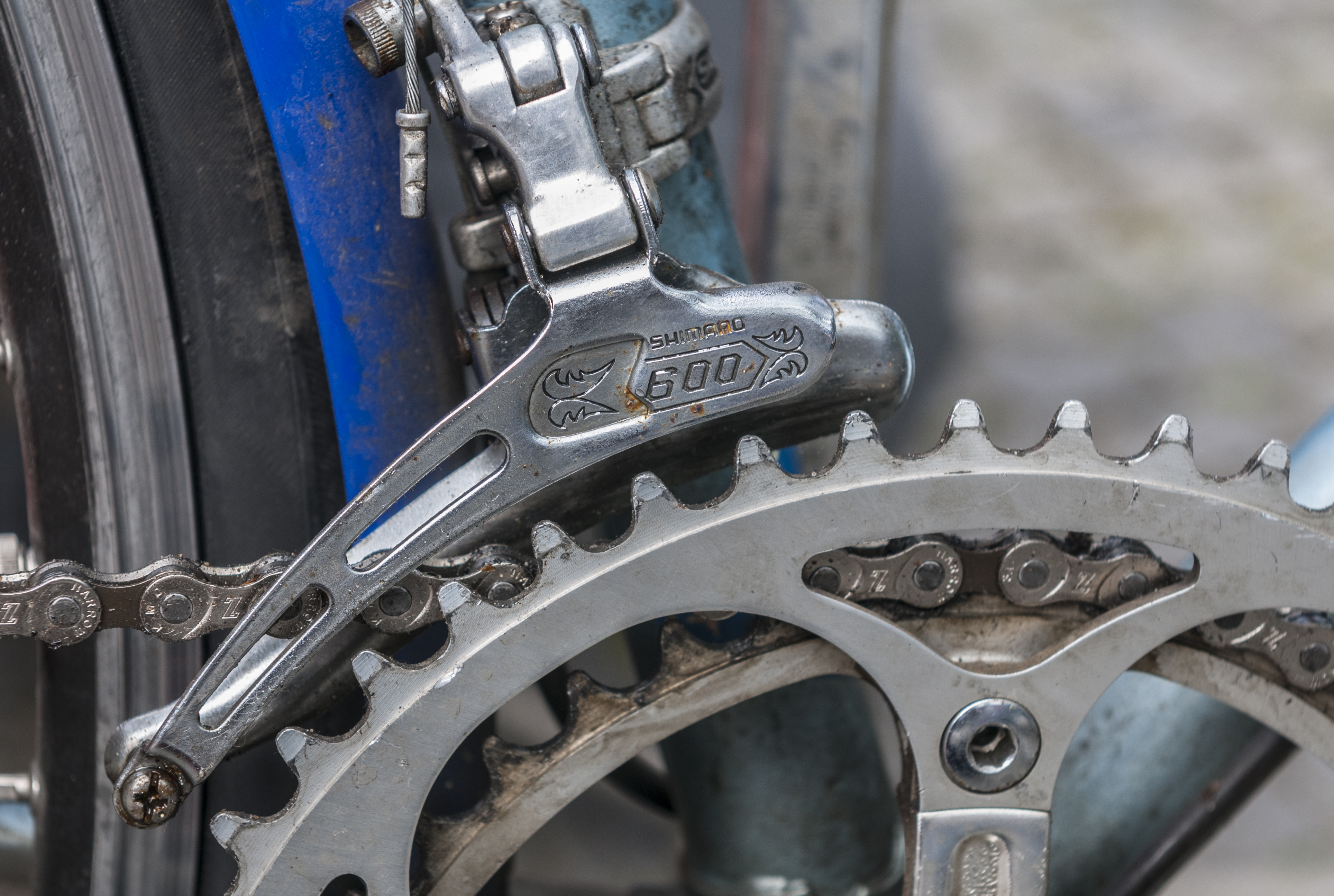
1980: Shimano 600

Przerzutka rowerowa – część układu napędowego roweru odpowiedzialna za zmianę przełożeń, zamocowana na haku tylnego widelca ramy. Czasami przerzutką nazywa się też część odpowiedzialną za zmianę przełożeń zamocowaną przy supporcie, jednak tradycyjnie nazywa się ją raczej przekładnią lub zaznacza się, o którą przerzutkę chodzi (tylną czy przednią).
Istnieją dwa rodzaje przerzutek:
- przerzutka zewnętrzna – która dokonuje zmiany przełożeń przez przerzucanie łańcucha między tylnymi zębatkami.
- przerzutka wewnętrzna – montowana wewnątrz tylnej piasty i będąca rodzajem przekładni planetarnej składającej się z układu obracających się pierścieni i zapadek.

Przerzutki zewnętrzne są bardziej popularne od wewnętrznych, gdyż mają prostszą konstrukcję, pozwalają na szeroki zakres przełożeń, są lżejsze i łatwiej je serwisować. Ich wadą jest natomiast to, że nie można przy nich stosować pełnej osłony na łańcuch, są one wrażliwe na zabrudzenie i trzeba je dość często regulować. Przerzutki wewnętrzne są montowane głównie do rowerów miejskich. Umożliwiają zmianę biegu na niższy także podczas postoju – np. na czerwonym świetle, co w jeździe miejskiej zdarza się bardzo często. Stosuje się je także dla pogodzenia możliwości posiadania różnych przełożeń i pełnego osłonięcia łańcucha. Zaletą przerzutek wewnętrznych jest ich odporność na zabrudzenie i warunki atmosferyczne, a wadą – duża masa i problemy z serwisowaniem.

## Konstrukcja i działanie przerzutki zewnętrznej

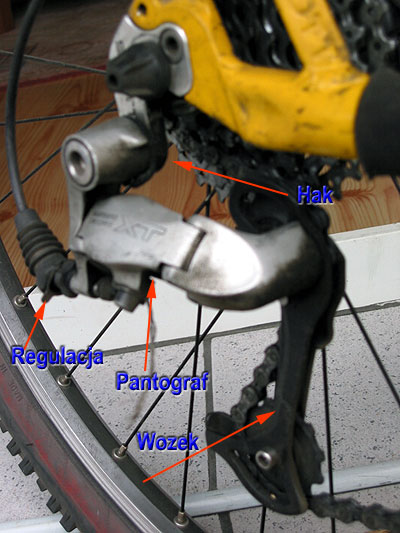
Przerzutka Shimano XT

Przerzutka ta składa się z ruchomego ramienia, zwanego pantografem, oraz prowadnicy łańcucha zwanej popularnie wózkiem.
Pantograf posiada zwykle dwa ruchome sworznie i wewnętrzną sprężynę. Z jednej strony jest on przymocowany śrubą do haka ramy, a z drugiej jest do niego przymocowany wózek. Pantograf razem z wózkiem jest utrzymywany w stałej pozycji dzięki lince sterującej biegnącej do manetki. Zmieniając za pomocą manetki długość linki, zwalnia się lub popuszcza pantograf, który cały czas ma tendencję do prostowania się dzięki naciągowi wewnętrznej sprężyny. W tanich wersjach przerzutek pantograf pracuje w płaszczyźnie równoległej do powierzchni zębatek, zaś w droższych wersjach jest on skręcony w stronę tej powierzchni, co powoduje, że oprócz przesuwania wózka w poziomie dokonuje się także jego przesuwanie w pionie, dzięki czemu przerzucanie jest bardziej równomierne niezależnie od rozmiaru zębatek. Sprężyna naciągowa przerzutki razem z wózkiem powoduje także utrzymywanie stałego naciągu łańcucha. Oprócz sprężyny wewnątrz pantografu w przerzutce znajduje się również sprężyna zamocowana na śrubie łączącej pantograf z ramą. Dzięki temu pantograf ma pewną swobodę ruchu obrotowego w stosunku do ramy, dzięki czemu ma on tendencję do „wybierania” łańcucha przy dużych wstrząsach.
Wózek składa się dwóch płaskich kształtek, między którymi znajdują się dwie małe zębatki zwane często kółkami przerzutki. Łańcuch jest przepleciony między tymi kółkami, co utrzymuje go w wybranym położeniu i jednocześnie umożliwia jego naciąg. Koła przerzutki produkuje się obecnie prawie wyłącznie z tworzyw sztucznych, nawet w przypadku bardzo drogich przerzutek. W sprzedaży są jednak dostępne kółka wykonane z najnowszych stopów aluminium metodą obróbki CNC. Kółka w tańszych wersjach przerzutek obracają się na łożyskach ślizgowych z tworzyw sztucznych, w droższych wersjach na łożyskach kulkowych lub stosuje się łożyska ślizgowe z materiałów ceramicznych.

## Indeksowanie przerzutek
W starych typach przerzutek zmian przełożeń dokonywało się płynnie, kręcąc manetkami na „wyczucie”. Obecnie nawet najtańsze przerzutki są indeksowane, co znaczy, że pracują skokowo. W istocie skok przerzutki jest zapewniany przez manetkę – sama przerzutka musi być jednak na tyle precyzyjnie skonstruowana, aby zachować stałe proporcje przesuwania wózka w stosunku do długości wybieranej lub popuszczanej linki w całym zakresie pracy przerzutki.
W większości przerzutek przyjął się stały standard indeksacyjny narzucony przez firmę Shimano, w którym zmiana długości linki o 1 mm powoduje przesunięcie wózka w poziomie o około 1,7 mm (umownie przyjęto 1:2). Dzięki tej normie można w zasadzie do każdej przerzutki zastosować każdy rodzaj manetki, o ile tylko liczba pozycji na manetce zgadza się z liczbą tylnych zębatek. Jedynym odstępstwem od tego są przerzutki produkcji firmy SRAM z serii ESP, w których 1 mm wyciągniętej linki odpowiada 1 mm przesunięcia wózka. Przerzutki te wymagają zastosowania odmiennych manetek.